# 井上貞治郎
井上 貞治郎（いのうえ ていじろう、明治14年〈1881年〉8月16日 - 昭和38年〈1963年〉11月10日）は、日本の実業家。
「段ボール」の実用新案を取得。大量生産と強固な段ボール箱の開発に成功し、聨合紙器（現社名・レンゴー）を設立した。「日本の段ボールの父」と評される。

## 経歴
兵庫県姫路市郊外で農業を営む長谷川家の三男として生まれた。2歳の時に、兵役を逃れるため遠縁にあたる井上家の死籍相続人になる。
高等小学校を卒業後、1895年から神戸の商家で丁稚を始める。その後中国料理店、パン屋、石炭屋等職を転々とする。1905年には妻・お雪と別れ、1人満州に旅立つ。
1909年に放浪の旅から立ち直り、東京で「三盛舎」（後に「三成社」と改名）を創業。国産ダンボール紙を技術的に完成。1920年、聨合紙器株式会社が設立された。

## 人物
自身の哲学として「きんとま」というものを掲げている。「きん」「と」「ま」に分けられ、「きん」はお金と金のように固い意志。「と」は接続詞の「と（and）」。「ま」は「真心」の「ま」と「時間」の「間」である。この4つを大切にせよとし、レンゴーの理念にもなっている。
レンゴーが創業50周年を迎えた1959年には、『生涯の一本杉』という自叙伝を発刊するとともに、日本経済新聞社で「私の履歴書」を執筆。青少年時代の波瀾万丈の人生が読者を魅了したことから、同社の地元テレビ局である朝日放送が自叙伝に基づくテレビドラマ『流転』を半年間にわたって放送したところ、高い視聴率を記録した。翌1960年には、石浜恒夫が『流転』の小説版を発刊。この小説版に基づく舞台作品が中座で上演されたほか、松竹が実写映画を制作した。さらに、1962年からは、朝日放送と同じ在阪民放局の毎日放送が『きんとま一代』シリーズ（森繁久彌主演のテレビドラマ3部作）を放送した。井上が1963年に82歳の生涯を閉じたのは、このような「流転ブーム」の最中であった。